# Keiji Watanabe
Keiji Watanabe (japanisch 渡邊 圭二 Watanabe Keiji; * 28. Januar 1985 in der Präfektur Shizuoka) ist ein ehemaliger japanischer Fußballspieler.

## Karriere
Watanabe erlernte das Fußballspielen in der Schulmannschaft der Numazu Gakuen High School. Seinen ersten Vertrag unterschrieb er 2003 bei den Nagoya Grampus. Der Verein spielte in der höchsten Liga des Landes, der J1 League. Für den Verein absolvierte er 44 Erstligaspiele. 2009 wechselte er zu Japan Soccer College. 2010 wechselte er zum Zweitligisten JEF United Chiba. Für den Verein absolvierte er 32 Ligaspiele. Ende 2013 beendete er seine Karriere als Fußballspieler.